# Beleg van Malta (1565)
Het Beleg van Malta was een Ottomaanse aanval op de hospitaalridders die vanaf het eiland Malta een bedreiging vormden voor de scheepvaart van het Ottomaanse Rijk op de Middellandse Zee. Het beleg begon op 18 mei 1565 en eindigde op 11 september van hetzelfde jaar toen de Turken de aanval afbraken.
De overwinning van de Maltezer ridders had geen gevolgen voor de verdeling van de macht in het Middellandse Zeegebied, maar het was wel de eerste keer in een eeuw tijd dat de Ottomanen daar een nederlaag werd toegebracht.

## Voorgeschiedenis

### De ridders van Malta
Na de Verovering van Rodos door de Ottomaanse Turken in 1522 hadden de hospitaalridders geen permanente verblijfplaats meer. In 1530 gaf keizer Karel V hun daarom de eilanden Malta, Gozo en omliggende eilanden in leen. Sindsdien staan de hospitaalridders vooral bekend als de Orde van Malta. In ruil moesten de ridders elk jaar op Allerheiligen een slechtvalk naar de onderkoning van Sicilië sturen. Er werd ook van de ridders verlangd dat ze een garnizoen zouden leggen in Tripoli. De gebieden rond Tripoli waren in handen van de Barbarijse zeerovers, bondgenoten van het Ottomaanse Rijk. Die hadden het, voorzien van kaperbrieven van de sultan, op Europese koopvaarders voorzien.

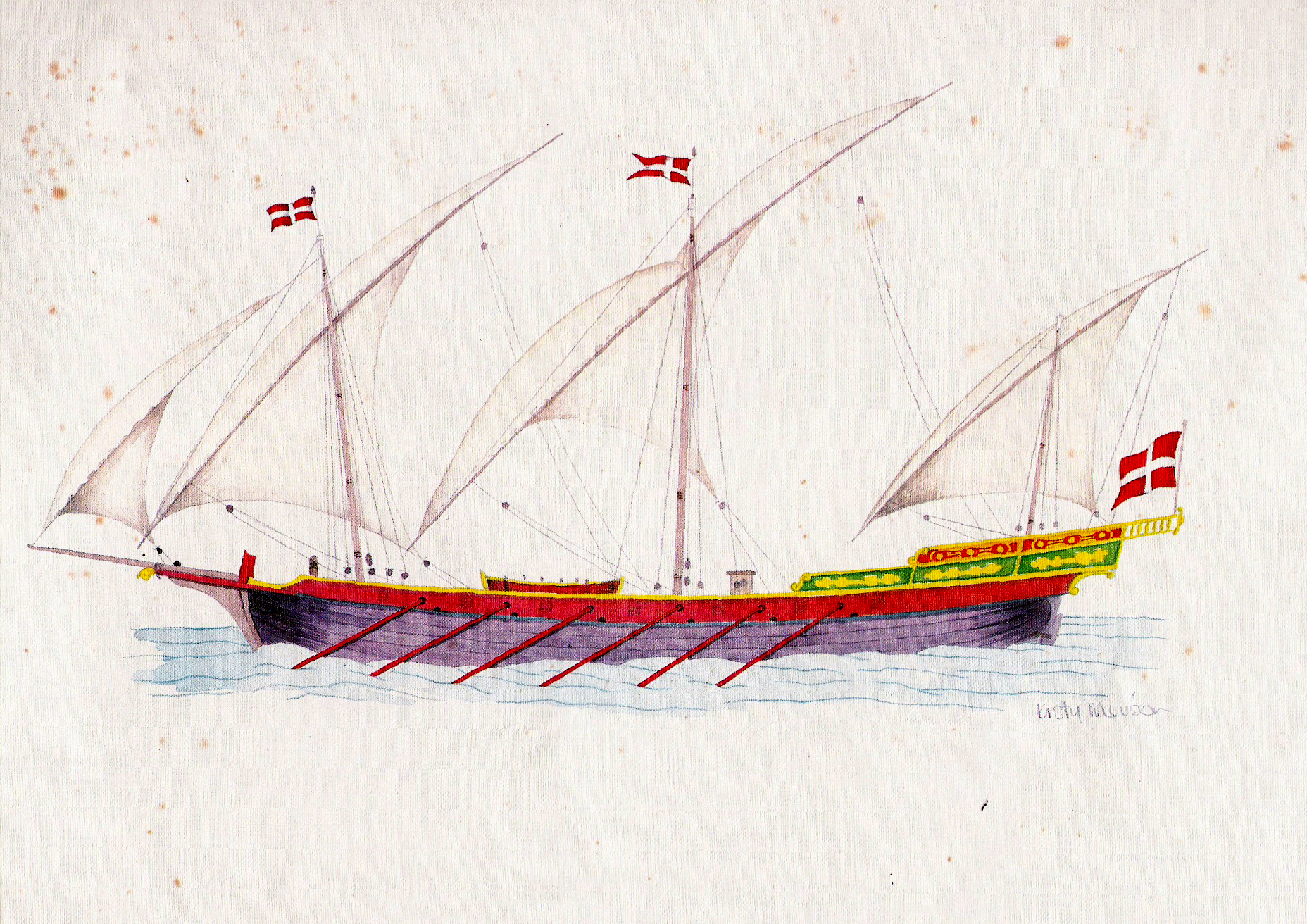
Een Maltese Xebec. Met dit soort schepen overvielen de Maltezer ridders islamitische schepen

In vergelijking met Rodos was Malta een klein en desolaat eiland, en de ridders hoopten dat ze ooit Rodos weer zouden heroveren op de Turken. Desondanks werd Malta door de ridders veranderd in een marinebasis van waaruit ze islamitische schepen overvielen. Door de strategische ligging van het eiland tussen de westelijke en oostelijke Middellandse Zee was Malta belangrijk in de strijd tegen zeerovers en de Ottomaanse Turken, vooral toen de kapers rond 1540 steeds vaker aanvallen deden in de westelijke Middellandse Zee.

### Aanval op Malta en Tripoli
In 1551 werd Malta aangevallen door een leger van 10.000 man onder leiding van de zeerover Turgut Reis en de Ottomaanse admiraal Sinan Pasja. Na enkele dagen werd het beleg weer afgebroken en verscheepte het Ottomaanse leger zich naar het nabij gelegen eiland Gozo. De citadel van Gozo werd enkele dagen met kanonnen beschoten. Galatian de Sesse, de gouverneur van het eiland, gaf daarna zijn verzet op. De Turken plunderden de stad en namen ongeveer 5000 mensen gevangen. Na deze overwinning voeren Turgut Reis en Sinan Pasja naar het zuiden. In augustus van het jaar 1551 versloegen ze het garnizoen van de Maltezer ridders in Tripoli en namen de stad in bezit.

### Voorbereidingen

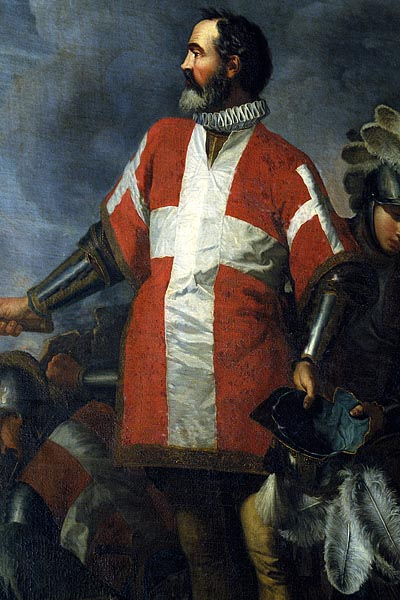
Jean Parisot de la Valette, Grootmeester van de Maltezer Orde tijdens het beleg

Juan de Homedes, grootmeester van de Maltezer Orde, verwachtte dat de Ottomanen het eiland binnen een jaar weer zouden aanvallen. Hij liet Fort Sint-Angelo versterken en twee nieuwe forten bouwen: Fort Sint-Michael en Fort Sint-Elmo. De forten werden in zes maanden gebouwd en zouden een grote rol spelen gedurende de belegering.
In 1557 werd Jean Parisot de la Valette tot nieuwe grootmeester van de Maltezer orde verkozen. Onder zijn leiding werden de aanvallen op islamitische schepen voortgezet waarbij zijn kaperschepen rond de 3000 joodse en islamitische gevangenen namen.
Turgut Reis ging ondertussen door met aanvallen op christelijke schepen en havens waarbij hij zelfs de Spaanse kusten overviel. Philips II van Spanje organiseerde een grootscheepse expeditie om de zeerovers uit Tripoli te verdrijven. De Maltezer ridders deden mee aan de expeditie die voor de christenen rampzalig afliep. In mei van het jaar 1560 werd de vloot van de Spaanse koning aangevallen door de Turken. Tijdens de Zeeslag bij Djerba werd de helft van de christelijke schepen tot zinken gebracht.
Na die zeeslag was het waarschijnlijk dat de Turken Malta opnieuw zouden aanvallen. In augustus 1560 zond grootmeester Jean de la Valette bericht naar alle ridders in Europa dat ze zich moesten voorbereiden om terug te keren naar Malta zodra ze opgeroepen werden. Ondanks de gevaren bleven de ridders doorgaan met de overvallen op Turkse schepen.
Mathurin Romegas, een van de meest bekwame zeevaarders van de Orde, wist een Ottomaans galjoen te veroveren in de buurt van Kefalonia. De eigenaar van het schip was Kustir Aga, de belangrijkste eunuch aan het hof van sultan Süleyman de Prachtlievende. De gouverneur van Caïro, de gouverneur van Alexandrië en de voormalige min van Süleymans dochter werden gevangengenomen. Dit was de laatste druppel voor de sultan, die begon troepen te verzamelen voor een aanval op de versterkingen van de ridders op Malta. Grootmeester Jean de la Valette werd door zijn spionnen vanuit Constantinopel (Istanboel) gewaarschuwd, rekruteerde extra troepen in Italië en legde de laatste hand aan de drie forten die de haven van Malta moeten beschermen.

## De Ottomaanse aanval

### De invasie
De Ottomaanse oorlogsvloot verliet op 1 april de haven van Constantinopel en werd voor het eerst op 18 mei voor de kust van Malta gezien. De troepen werden in de baai van Marsaxlokk, in het zuidoosten van het eiland, afgezet. Vanaf hier was het nog ongeveer tien kilometer naar de Grote Haven. De Turken marcheerden naar het noorden en sloegen hun kamp in de vlakte van Marsa op. Jean de Valette had voorzien dat het Ottomaanse leger hier zou stoppen en had de bron in de vlakte laten vergiftigen. Hierdoor hadden de Turken gedurende de hele campagne last van dysenterie.
De verdedigende macht van Malta werd geschat op 8.000 (waaronder 500 hospitaalridders), het Ottomaanse leger van 20.000 tot 48.000 manschappen.

### Strijd om Fort St. Elmo

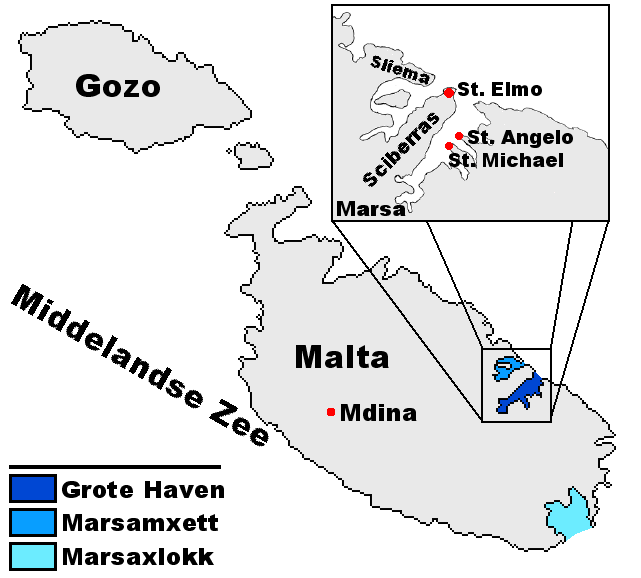
Kaart van de belangrijkste plaatsen tijdens het beleg

Het Ottomaanse aanvalsplan was erop gericht eerst Fort St. Elmo te veroveren. Het fort lag zeer strategisch aan het uiteinde van de landengte van Monte Scriberras, en bewaakte zowel de Grote Haven als de Haven van Marsamxett. Het fort werd bemand door 100 Maltezer ridders en 500 soldaten. Grootmeester La Valette had hen bevolen om stand te houden totdat het ontzettingsleger dat beloofd was door Don Garcia, de onderkoning van Sicilië, hen zou komen aflossen.
Vanaf 24 mei begon het Ottomaanse leger met het bombarderen van Fort St. Elmo. Meer 30 kanonnen werden in stelling gebracht op de Monte Sciberras (tegenwoordig ligt hier de Maltese hoofdstad Valletta), van waaruit dagelijks tussen de 6000 en 7000 kogels op het fort werden afgeschoten. Kızıl Ahmedli Mustafa Pasja, de bevelhebber over het leger, en Piyale Pasja, de leider van de Turkse vloot, waren het erover eens dat het maar enkele dagen zou duren om het fort in te nemen.
De ridders bleven echter tegenstand bieden en wisten een aantal bestormingen door het Turkse leger te weerstaan. Op 31 mei kwam Turgut Reis aan op het eiland met orders van de sultan om het opperbevel over zowel het leger als de vloot over te nemen. Op zijn aanwijzingen werd op 3 juni een extra rij kanonnen aan het uiteinde van de Sliema landengte geplaatst. Hiermee werd zowel het fort als de aanvoerroute over de haven van Marsamxett meteen onder vuur genomen. Dit punt wordt nu nog steeds Dragut Point genoemd.
Grootmeester La Valette liet 's nachts het fort bevoorraden en de gewonden in veiligheid brengen, maar desondanks waren de overgebleven ridders van St. Elmo bijna tot muiten overgegaan. Op 8 juni vroegen zij de grootmeester om toestemming voor een uittocht zodat ze met het zwaard in de hand zouden sterven. La Valette liet hen weten dat ze vervangen zouden worden door andere ridders als ze te laf waren om te sterven zoals hij hen had bevolen. Beschaamd hielden de ridders vol, waarbij ze vele bestormingen van het Turkse leger wisten te weerstaan.
Op 17 juni beschoten de soldaten van Fort St. Angelo de Turkse positie aan de overkant van de Grote Haven. Bij deze kanonnade werd Turgut Reis door een steensplinter zwaar aan zijn hoofd gewond. Op 23 juni volgde de laatste aanval op St. Elmo, waarbij de Turken zware verliezen leden, maar het fort uiteindelijk wel wisten te veroveren. Slechts negen ridders overleefden de bestorming en werden door de Turkse troepen gevangengenomen. De bestormingen hadden de Turken meer dan 4000 man gekost, waaronder meer dan de helft van hun elite-eenheid, de janitsaren. Kızıl Ahmedli Mustafa Pasja liet de negen gevangengenomen ridders onthoofden, hun lichamen kruisigen en daarna in de richting van Fort St. Angelo en Fort St. Michael drijven. La Vallete beval hierop dat de gevangengenomen Turken onthoofd moesten worden, waarna hun hoofden met kanonnen naar het Ottomaanse leger afgeschoten moesten worden.

### Strijd om Senglea en Birgu

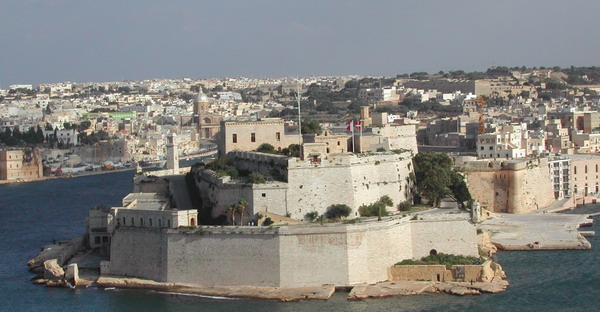
Fort St. Angelo in 2003

Niet lang na de verovering van St. Elmo voer de Ottomaanse vloot de nu onbeschermde haven van Marsamxett binnen. Die probeerden nu de forten St. Michael op de kaap van Senglea en St. Angelo op de kaap van het schiereiland Birgu te veroveren. De kanonnen werden opgesteld en er volgden zware beschietingen op de twee forten.
Op 15 juli gingen de Turkse troepen over tot een aanval op Fort St. Michael op Senglea. Mustafa Pasja had honderd kleine schepen over de Sciberras landengte naar de Grote Haven laten brengen. Hij hoopte dat hij met een aanval over het water én een bestorming over land het fort zou kunnen innemen. Een Turkse overloper had Jean De La Vallete gewaarschuwd voor deze tactiek, zodat de grootmeester voorzorgsmaatregelen kon nemen. Hij liet een houten palissade oprichten om het fort tegen een aanval vanaf de Grote haven te kunnen verdedigen. Op de kaap bij Fort St. Angelo werden vijf kanonnen gestationeerd. De Turkse aanval over zee werd verijdeld, toen slechts twee schoten met deze kanonnen een groot deel van de schepen liet zinken waardoor rond de 800 aanvallers verdronken. Hoewel er in de vesting een kruitmagazijn explodeerde werd de aanval op het fort afgeslagen toen de Maltezers versterkingen vanuit Fort St. Angelo stuurden.
Van 2 tot 7 augustus probeerde het Turkse leger om de vestingen van de Maltezers met een kanonnade te vernietigen. Na de vernietiging van een aantal belangrijke bastions begonnen zij wederom een grootschalige bestorming. De aanvallers wisten een bres in de muur te slaan en het zou niet lang meer duren voordat het fort ingenomen zou worden. Onverwacht trokken de Turkse legers zich echter terug. De Maltese cavalerie die in Mdina gelegerd was, had het Turkse kamp in de rug aangevallen. De cavaleristen overvielen het Ottomaanse veldhospitaal en doodden een groot aantal zieken en gewonden. Daarna zetten ze het Turkse kamp in brand. Mustafa Pasja vreesde dat hij met een ontzettingsleger te maken had. Om te voorkomen dat hij tussen twee vijandige legers vast zou komen te zitten, trok hij zijn mannen terug.

### Aanval op Mdina

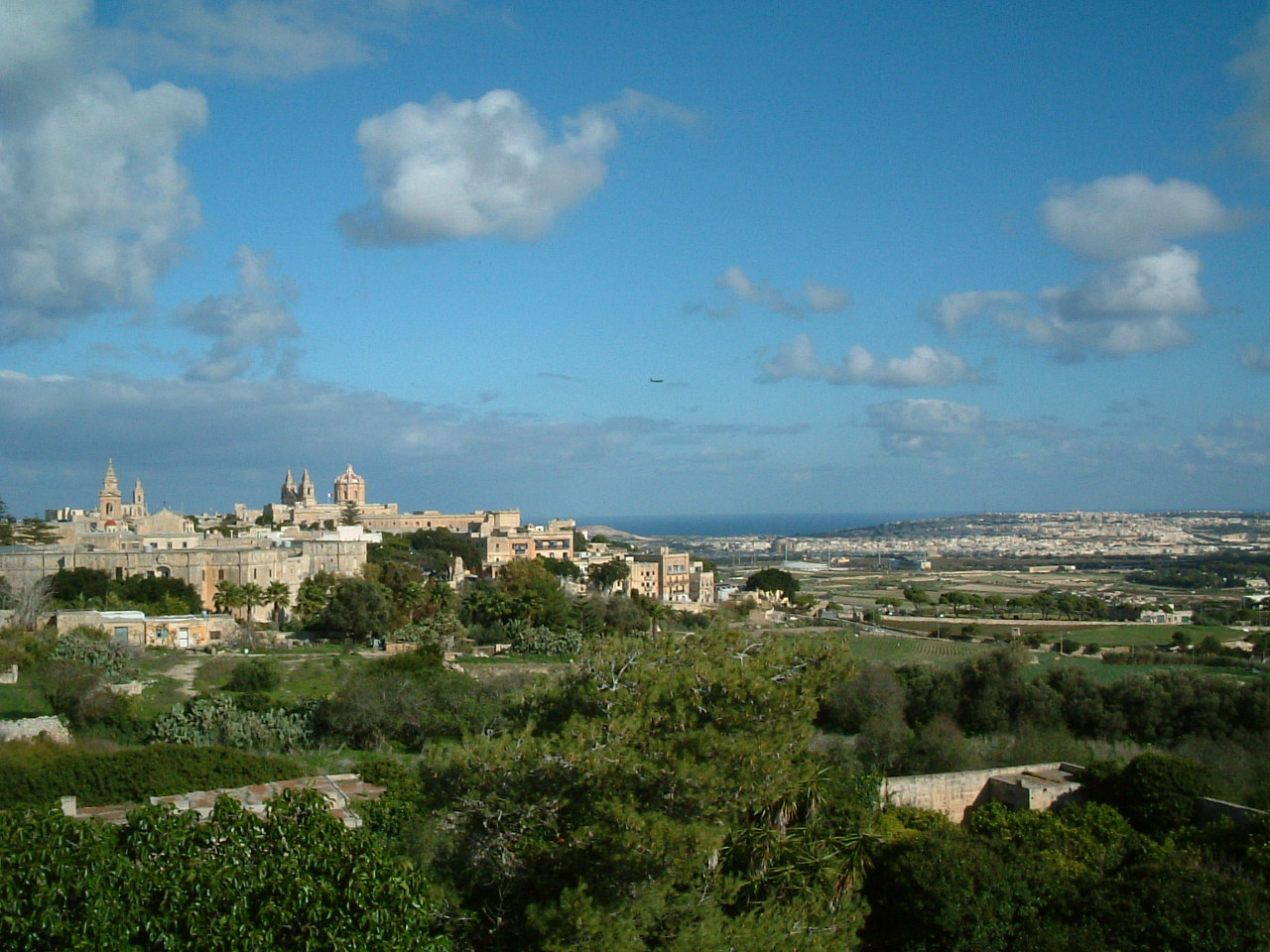
Mdina, de hoofdstad van Malta ten tijde van het beleg.

Omdat de ridders alle strijdvaardige mannen uit het binnenland in de drie vestingen aan de kust samengetrokken hadden waren het achterland en de hoofdstad Mdina onbeschermd achtergelaten. Mustafa Pasja wist dit ook en hij beval een generaal met een kleine groep van 1800 soldaten de hoofdstad in te nemen. Zoals verwacht trokken de Ottomanen door de dorpen op het platteland zonder op tegenstand te stuiten.
De commandant van Mdina, Don Mesquita, vernam echter bijtijds dat de Turken in aantocht waren. Er was echter niet genoeg munitie in de stad aanwezig om de stad succesvol tegen een aanval te kunnen verdedigen. De enige optie was een list te proberen: de commandant liet alle in de stad verblijvende boeren en vrouwen in uniform kleden. Vervolgens liet hij hen met alle voorhanden zijnde wapens uitgerust op muur stelling nemen. Toen de Turken wilden aanvallen werden ze met een kort maar hevig vuur ontvangen. Het leek alsof er veel meer verdedigers dan ze verwacht hadden zich in de stad hadden verschanst. Gefrustreerd trok het kleine expeditieleger zich terug uit de omgeving van de stad.

### Het einde van de belegering
Op 21 augustus probeerden de belegeraars opnieuw met een stormaanval de twee Maltese forten te veroveren, echter weer zonder succes. Diezelfde maand kregen de Ottomanen bericht dat een belangrijk verzorgingsschip op weg naar Malta geënterd was. Ziekten en ontberingen decimeerden de overgebleven Ottomaanse strijdkrachten en het moreel zakte steeds verder in.
Begin september sloeg het weer om en commandant Mustafa gaf het bevel op te rukken naar Mdina, dit met de bedoeling daar te overwinteren. Het moreel van zijn leger was echter tot een dieptepunt gedaald en de aanval vond niet plaats. Het Turkse leger had een derde van zijn manschappen, met name het elitekorps van de janitsaren, verloren. Op 8 september begonnen de Turken hun artillerie in te schepen en stonden op het punt te vertrekken.
Echter, juist de dag ervoor, landde het lang verwachte ontzettingsleger onder leiding van Don Garcia in de St. Paulusbaai aan de noordelijke kant van het eiland. Dit leger, slechts 8.000 man groot, positioneerde zichzelf bij San Pawl tat-Targa en wachtte hier de terugtrekkende Ottomanen op. Hoe de aanval exact verliep is onduidelijk, maar het verhaal gaat dat toen een aantal 'geestdriftige' ridders de terugtrekkende Ottomanen zag met op de achtergrond de platgebrande dorpen, ze spontaan de aanval openden zonder te wachten op de orders van bevelhebber Asciano del Corna. Deze zag dat hij geen keus had en gaf het bevel tot een frontale massale aanval. Het resultaat was een massaslachting onder het Ottomaanse leger. De manschappen die overleefden voeren uiteindelijk op 11 september weg.